# T-Pistonz+KMC
T-Pistonz+KMC是三人日本樂隊組合，唱片公司為艾貝克思，他們所演奏的作品多與閃電十一人系列有關。動畫版閃電十一人及閃電十一人GO全部主題曲均由他們演奏。

## 概述
2008年8月，以四人龐克搖滾樂團Tonkotsu Pistons為中心組成了表演團體T-Pistonz 。
編舞將由Lucky Ikeda負責，他也是 In Chiquita 樂團的成員。
饒舌歌手KMC從2009年6月發行的單曲「 Majide Kangaru!」加入該團體，並以T-Pistonz+KMC的名義開始活動。
2010年3月，發行的第五首單曲《 Katsutte Nakiko Zetsu!》在Oricon周榜上排名第四 。
該樂團是專門為任天堂 DS軟體《閃電十一人》及其動畫演唱主題曲而組成的。因此，迄今為止發行的所有單曲都被用作同名動畫的主題曲。
雖然動畫於2011年4月結束播出，但他繼續為2011年5月4日開始播出的《閃電十一人GO 》演唱片頭曲 。
2014年9月16日，宣布該團體將於同年11月底停止活動。
2014年11月30日，暫停活動。距離2004年成立的前身「THE SEXY PISTONS」和後來的「Tonkotsu Pistons」已經過去10年了。
2021年，他們以「The Power of Pistons」的名義恢復活動，並因Gt.六山亭英二的中斷而更名為「Tonkatsu Pistons」。另外，預計2023年上映的《閃電十一人英雄勝利之路》的主題曲《Egao ga Goal!》將於2008年首次以《T-Pistonz》的名義發行。 。

## 成員
現有成員
- Ton Nino（1979年3月2日出生），主唱。Hiroshi Dot的哥哥。作詞作曲時的名字是山崎徹。
- Kota（生於1987年12月4日），副唱。
- Lucky Ikeda（1959年10月25日-）舞者。

前成員
- KMC（Kemushi，1981年6月11日-），饒舌。
- Hiroshi Dot（1981年5月17日出生），副主唱。Ton Nino的弟弟。作詞作曲時的名字是山崎宏。
- Ebirina（1988年3月16日出生），舞者。
- 周舞舞（1983年10月30日出生），舞者。
- Brother A King（1982年1月18日出生），吉他。
- Brother Hide King（1月16日出生），吉他。
- Don Ringo，鼓。

## 外部連結
- 官方網站（页面存档备份，存于）